# Tratatul de prietenie franco-român (1926)
Tratatul de prietenie (în franceză Traité d'amitié) a fost un tratat semnat de a Treia Republică Franceză și Regatul României la 10 iunie 1926. Prin acesta, România își dorea obținerea unei garanții a inviolabilității teritoriilor sale, și în special a Basarabiei care, de la unirea sa cu Vechiul Regat reprezentase o sursă de conflict între România și Uniunea Sovietică. Cu toate acestea, Franța nu se va arăta interesată într-o convenție militară. Tratatul de prietenie oferă cel mult neagresiune și consultare reciprocă în caz de război.